# Marano Ticino
Marano Ticino é uma comuna italiana da região do Piemonte, província de Novara, com cerca de 1.407 habitantes. Estende-se por uma área de 7 km², tendo uma densidade populacional de 201 hab/km². Faz fronteira com Divignano, Mezzomerico, Oleggio, Pombia, Vizzola Ticino (VA).

## Demografia
| Variação demográfica do município entre 1861 e 2011                               |
|                                                                                   |
| Fonte: Istituto Nazionale di Statistica (ISTAT) - Elaboração gráfica da Wikipedia |